# يوركتن
يوركتن (بالإنجليزية: Yorkton)‏ هي مدينة تقع في جنوب شرق مقاطعة ساسكاتشوان في كندا، قرب حدود مقاطعة مانيتوبا الكندية. بلغ عدد سكان المدينة عام 2006 بنحو 15,038 نسمة.

## أعلام
- رود لوف
- جايسون باركر
- برايان ديكسون
- آلفين لو
- دانا كلاكستون